# Südwestdeutscher Baseball- und Softballverband
Der Südwestdeutsche Baseball- und Softballverband (SWBSV) ist der für Rheinland-Pfalz und das Saarland zuständige Landesverband des Deutschen Baseball und Softball Verbandes (DBV). In ihm sind 9 Baseball- und Softballvereine organisiert. Gegründet wurde der SWBSV 1989. Vereinssitz ist Ludwigshafen am Rhein; die Geschäftsstelle befindet sich in Mainz.

## Spielbetrieb
Der SWBSV ist für die Organisation des Spielbetriebs unterhalb der drei DBV-Ligen zuständig. Im Softball der Damen und bei der Jugend erfolgt die Organisation gemeinsam mit dem Hessischen Baseball und Softball Verband (HBSV).
Ligastruktur:
- Verbandsliga Baseball
- Aufbauliga Baseball (ersetzt seit 2017 die Three Rivers Baseball League)[4]
- Jugend Baseball
- Verbandsliga Softball
- Mixed Softball (siehe auch Mixed Softball Champions League)

## Vereine
mit Kürzel und Gründungsjahr:
- Bad Kreuznach Cobras (KRZ; 2000)
- Büchenbeuren Braves (BUC; 199?)
- Coblenz Raptors (COR; 2008)
- Dudelange Red Sappers (DRS; 2006) aus Luxemburg
- Kaiserslautern Bears (KSL; 1990)
- Mainz Athletics (MAI; 1988; auch 1. und 2. Baseball-Bundesliga)
- Saarbrücken River Bandits (SRB; 1997 als Blies Sharks)
- Saarlouis Hornets (SLS; 1992; auch 2. Baseball-Bundesliga)
- Turtles Speyer (SPE; 1989)
- St. Ingbert Devils (IGB; 1989 als Radical Hawks)
- Trier Cardinals (TRI; 1988)
- Worms Cannibals (WOR; 1989)

## Verbandsmeister
der letzten Jahre:
Verbandsliga Baseball
- 2017 Mainz Athletics 3
- 2018 Dudelange Red Sappers
- 2019 Kaiserslautern Bears

Verbandsliga Softball
- 2016 Mainz Athletics
- 2017 Dreieich Vultures
- 2018 SG Frankfurt/Gießen „Äppsters“
- 2019 SG Frankfurt/Gießen „Äppsters“